# Cratere Bronkhorst
Bronkhorst  è un cratere sulla superficie di Marte.